# Tumultos de Gotemburgo em 2001

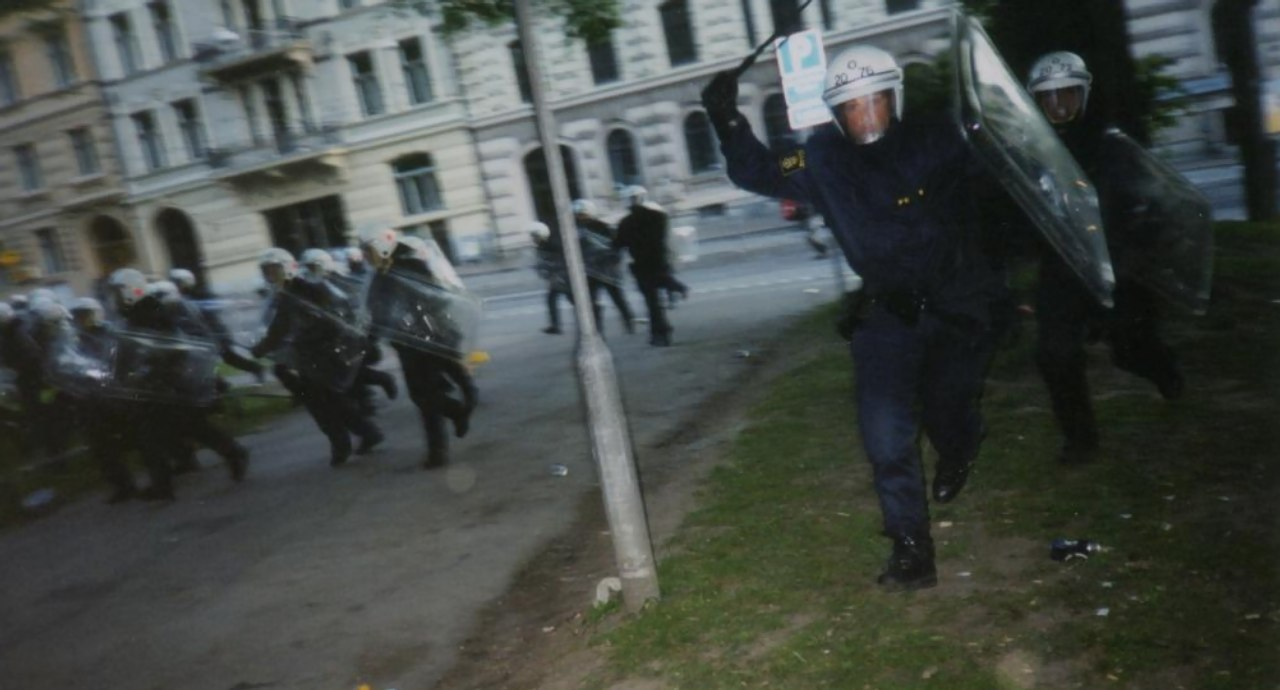
Carga da polícia sueca durante os tumultos.

Os Tumultos de Gotemburgo (em sueco:  Göteborgskravallerna) em 2001 foram uma série de manifestações e acontecimentos violentos, ocorridos em 14-15-16 de junho de 2001 na cidade sueca de Gotemburgo, durante  a realização da cimeira do Conselho Europeu, à qual foi convidado o presidente americano George W. Bush.